# MuseScore
MuseScore — нотный редактор для операционных систем Windows, macOS и Linux. Относится к группе свободного программного обеспечения.

## История
До 2002 года MuseScore являлся встроенным нотным редактором свободного MIDI-секвенсера MusE. Затем автор MusE, Вернер Швеер, принял решение выделить этот редактор в самостоятельное приложение.

## Описание
MuseScore является WYSIWYG-редактором с возможностью быстрого ввода нот как с клавиатуры компьютера, так и с внешней MIDI-клавиатуры. Поддерживается импорт и экспорт данных в форматах MIDI, MusicXML, LilyPond, а также импорт файлов в форматах MusE, Capella и Band-in-a-Box. Кроме того, программа может экспортировать партитуры в файлы PDF, SVG и PNG, либо в документы LilyPond для дальнейшей точной доработки партитуры.
В программе реализован альтернативный интерфейс для редактирования собственных документов под названием Инспектор. Он представляет собой диалог с деревом документа, где можно менять те или иные значения вводом чисел или выбором нужных параметров.
Реализована система шаблонов, возможно сохранение и загрузка стилей оформления партитуры. Есть удобная ручная вставка разрыва строки и страницы.
Для воспроизведения партитуры используется либо синтезатор FluidSynth, загружающий поставляемый с программой семпл в формате SF2, либо любой внешний синтезатор (через ALSA и/или JACK).
Функции (версия 3.6)
- Создание автоматически синхронизируемой двойной нотации для гитары: стандартной и табулатурной. Дополнительно поддерживается импорт файлов Guitar Pro[7].
- Создание табулатур для 4-5-6 струнной бас-гитары, 7-струнной гитары, укулеле, кавакинью, мандолины, лютни, бандуррии.
- Создание табулатур некоторых других инструментов поддерживается при помощи плагинов (с именами fingering, tablature).

В 2022 году вышла четвёртая версия редактора, в которой разработчики произвели значительные улучшения в сравнении со всеми предыдущими версиями. Была добавлена библиотека семплов Muse Sounds, которые намного улучшили звучание редактора.
13 января 2023 года выпущено обновление MuseScore 4.0.1 
Общие улучшения в версии 4:
- Совершенно новый интерфейс

- Новый оркестровый плагин Muse Sounds

- Улучшенная система публикации в MuseScore.com
- Простой переключатель для переключения между профилями воспроизведения (MS Basic и MuseSounds)
- Капитальные улучшения гравировки
- Многочисленные улучшения рабочего процесса
- Новый микшер[10]
- Поддержка инструментов и эффектов VST
- Улучшения доступности (в том числе Редактируемый режим высокой контрастности для слабовидящих)